# Robert Oerley
Robert Oerley (né le 24 août 1876 à Vienne, mort le 15 novembre 1945 à Vienne) est un architecte, artisan, peintre aquarelliste et lithographe autrichien.

## Biographie

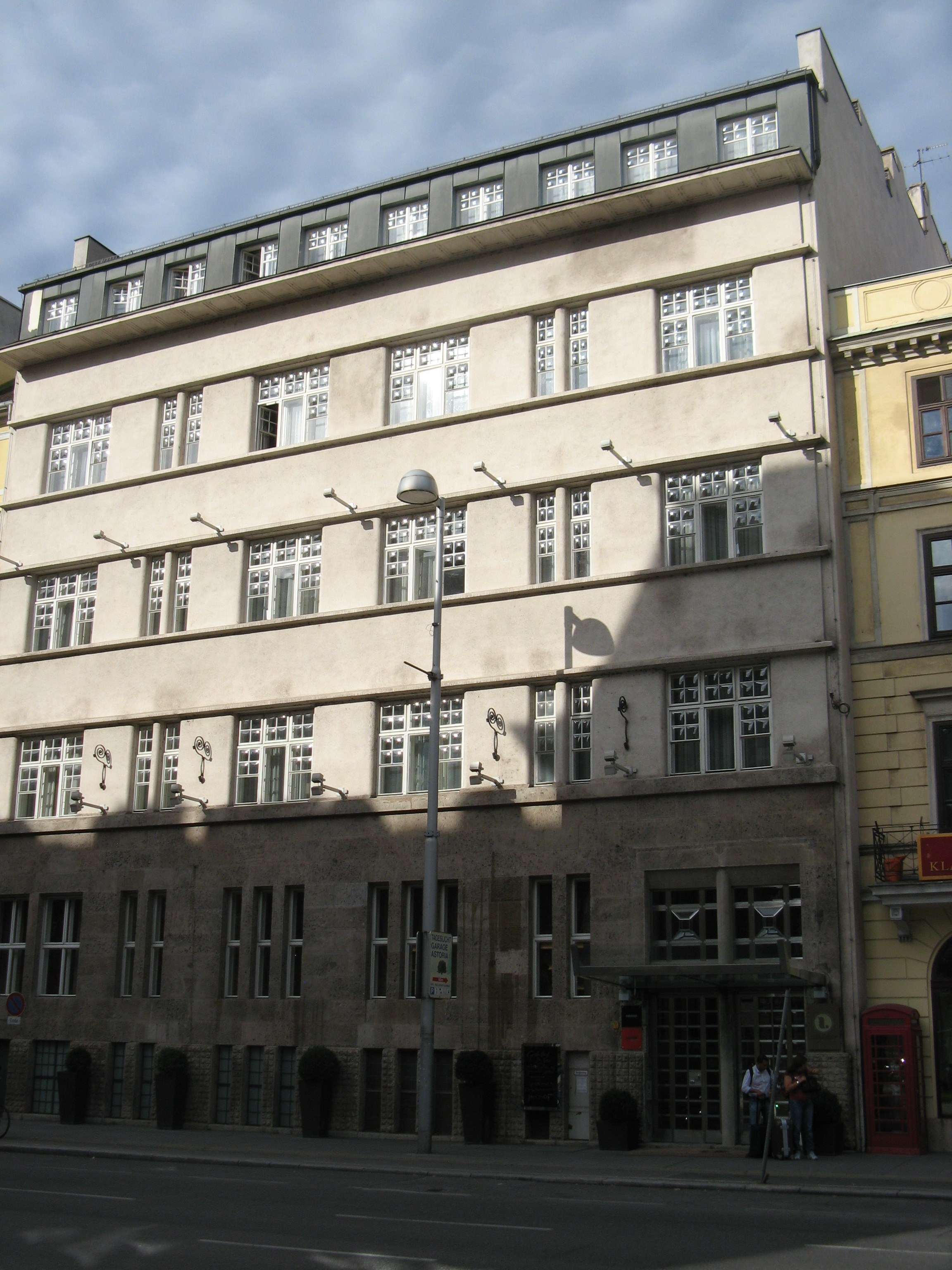
Ancien sanatorium,, Vienne

Robert Oerley est le fils d'un charpentier qui le pousse vers ce métier (acquittement comme compagnon en 1892). Il étudie à l'École des Arts Appliqués, se forme en tant qu'autodidacte et commencé à d'intéresser à l'architecture. Un grand nombre de ses vedute se trouve au musée de Vienne.
En 1898, il entreprend un voyage d'étude en Italie. La même année, il compose sa première œuvre, le tombeau de Franz Löblich (de) à Klosterneuburg.
En 1902, il est membre de Hagenbund et aussi de 1907 à 1939 de la Sécession viennoise dont il devient le président en 1912-1913.
À partir de 1904, il construit, selon le Jugendstil, de nombreuses maisons à Vienne et conçoit des intérieurs comportant souvent de nombreux détails. Avec Franz Seifert, il élabore le monument à Vienne pour Joseph Lanner.
Après la Première Guerre Mondiale, il est impliqué dans la planification de bâtiments administratifs à Vienne (par exemple: George-Washington-Hof (de)). Le premier planétarium de Vienne sur la place Marie-Thérèse est aussi son œuvre.
Entre 1927 et 1932, il est architecte à Ankara à cause de son intérêt pour la planification urbaine en collaboration avec Clemens Holzmeister et Anton Hanak. Après des désaccords avec Holzmeister, il retourne en 1934 à Vienne. Il fait peu de travaux (comme le bureau de Richard Strauss). En 1935 il siège au sein du Conseil consultatif de l'urbanisme et reçoit du maire Richard Schmitz, une commande pour l'extension de la mairie, qui n'est pas réalisée. Malgré son attitude politique nationale-allemande les Nazis ne lui font pas confiance et le rejettent.
Alors qu'il se rend au Palais de la Sécession, il meurt écrasé par un camion en 1945. Il repose dans une tombe commémorative au cimetière central de Vienne.